# The House of Mirrors
The House of Mirrors è un film muto del 1916 diretto da  Marshall Farnum e James Ormont. È l'esordio sullo schermo dell'attore teatrale Rudolph Cameron.

## Produzione
Il film fu prodotto dalla Gaumont Company (con il nome Rialto Star Features).

## Distribuzione
Distribuito dalla Mutual Film, il film uscì nelle sale cinematografiche USA il 10 agosto 1916.